# Lista monumentelor istorice din județul Prahova - O

Simbol utilizat pentru monumentele istorice

Lista monumentelor istorice din județul Prahova - O cuprinde monumentele istorice înscrise în Patrimoniul cultural național al României și aflate în localități din județul Prahova al căror nume începe cu litera O. 
Lista completă este menținută și actualizată periodic de către Ministerul Culturii, Cultelor și Patrimoniului Național din România, prin intermediul Institutului Național al Patrimoniului, ultima versiune datând din 2015. Această listă cuprinde și actualizările ulterioare, realizate prin ordin al ministrului culturii.
Puteți căuta un monument din județul Prahova folosind formularul de mai jos sau puteți naviga prin toate monumentele din județ la lista monumentelor istorice din județul Prahova.
| Cod LMI                               | Denumire                                            | Localitate                          | Localizare                          | Datare, Creatori             | Imagine               | Erori             |
| ------------------------------------- | --------------------------------------------------- | ----------------------------------- | ----------------------------------- | ---------------------------- | --------------------- | ----------------- |
| PH-I-s-B-16197 (RAN: 134988.01)       | Situl arheologic de la Odăile, punct „La Cetățuie”  | sat Odăile; comuna Puchenii Mari    | „La Cetățuie”                       |                              | Încarcă foto \| video | Raportează eroare |
| PH-I-m-B-16197.01 (RAN: 134988.01.02) | Cetate                                              | sat Odăile; comuna Puchenii Mari    | „La Cetățuie” 44.82472°N 26.02167°E | Latène                       | Încarcă foto \| video | Raportează eroare |
| PH-I-m-B-16197.02 (RAN: 134988.01.01) | Așezare                                             | sat Odăile; comuna Puchenii Mari    | „La Cetățuie” 44.82472°N 26.02167°E | Latène                       | Încarcă foto \| video | Raportează eroare |
| PH-II-m-A-16552 (RAN: 134988.02)      | Biserica de lemn „Sf. Arhangheli Mihail și Gavriil” | sat Odăile; comuna Puchenii Mari    | 144, în cimitirul „Odăi”            | 1742                         |                       | Raportează eroare |
| PH-II-m-B-16553 (RAN: 132958.01)      | Ruinele bisericii „Sf. Dumitru”, „Sf. Paraschiva”   | sat Ogretin; comuna Drajna          | Str. Sf. Dimitrie 1, în cimitir     | 1817                         |                       | Raportează eroare |
| PH-II-a-B-16554                       | Ansamblul rural                                     | sat Ogretin; comuna Drajna          | Delimitare cf. PUG avizat           | înc. sec. XIX - înc. sec. XX | Încarcă foto \| video | Raportează eroare |
| PH-II-m-B-16555                       | Casa Gențiana Mihăilescu                            | sat Ogretin; comuna Drajna          | Str. Stroe Buzescu 54               | mijl. sec. XIX               | Încarcă foto \| video | Raportează eroare |
| PH-II-m-B-16557                       | Casa Nicolae Moisescu                               | sat Ogretin; comuna Drajna          | Str. Stroe Buzescu 104              | sec. XIX - înc. sec. XX      | Încarcă foto \| video | Raportează eroare |
| PH-II-m-B-16558                       | Casa Ioana și Elena Comișel                         | sat Ogretin; comuna Drajna          | Str. Stroe Buzescu 106              | înc. sec. XX                 | Încarcă foto \| video | Raportează eroare |
| PH-II-m-B-16559                       | Casa Dumitru Rădulescu                              | sat Ogretin; comuna Drajna          | Str. Stroe Buzescu 123              | 1920                         | Încarcă foto \| video | Raportează eroare |
| PH-II-m-B-16560 (RAN: 132958.02)      | Casa Alexandrina Tatai                              | sat Ogretin; comuna Drajna          | Str. Stroe Buzescu 103              | sf. sec. XVIII               | Încarcă foto \| video | Raportează eroare |
| PH-II-m-B-16561                       | Casa Olimpia Apostolescu                            | sat Ogretin; comuna Drajna          | Str. Lumini 17                      | sf. sec. XIX                 | Încarcă foto \| video | Raportează eroare |
| PH-II-m-B-16562                       | Casa Eduard Tănase                                  | sat Ogretin; comuna Drajna          | Str. Lumini 1                       | 1907                         | Încarcă foto \| video | Raportează eroare |
| PH-II-m-B-16563                       | Casa Aneta Rădulescu                                | sat Ogretin; comuna Drajna          | Str. Stroe Buzescu 57               | înc. sec. XX                 | Încarcă foto \| video | Raportează eroare |
| PH-II-m-B-16564                       | Casa Maria Bătănoiu                                 | sat Ostrovu; comuna Aluniș          | 142                                 | 1910                         | Încarcă foto \| video | Raportează eroare |
| PH-II-m-B-16565                       | Casa Mihai Trandafir                                | sat Ostrovu; comuna Aluniș          | 179                                 | înc. sec. XIX                | Încarcă foto \| video | Raportează eroare |
| PH-II-m-B-16566                       | Casa Mihai Petrache                                 | sat Ostrovu; comuna Aluniș          | 180                                 | sf. sec. XIX                 | Încarcă foto \| video | Raportează eroare |
| PH-II-m-B-16567                       | Casa Ioana D. Crăciun                               | sat Ostrovu; comuna Aluniș          | 267                                 | înc. sec. XX                 | Încarcă foto \| video | Raportează eroare |
| PH-II-m-B-16568 (RAN: 132002.01)      | Casa Constantin Savu                                | sat Ostrovu; comuna Aluniș          | 275                                 | înc. sec. XX                 | Încarcă foto \| video | Raportează eroare |
| PH-IV-m-B-16914                       | Cruce de pomenire, din piatră                       | sat Valea Stâlpului; comuna Teișani | 181, T 17, parcela Cc 1186          | 1804                         | Încarcă foto \| video | Raportează eroare |
| PH-IV-m-B-16915                       | Casa Ștefan Gheorghiu                               | sat Olteni; comuna Teișani          | Str. Vladimirescu Tudor 5           | sec. XIX                     | Încarcă foto \| video | Raportează eroare |